# مورچه‌گیرک تک‌رنگ
مورچه‌گیرک تک‌رنگ (نام علمی: Myrmotherula unicolor) نام یک گونه از سرده مورچه‌گیرک‌ها است.